# Steve Finnan
Stephen John „Steve“ Finnan (* 24. dubna 1976 Limerick, Irsko) je bývalý irský fotbalový obránce a reprezentant.

## Klubová kariéra
Svou fotbalovou kariéru začal v anglickém klubu Welling United odkud v roce 1995 přestoupil do Birminghamu, kde se ale příliš neprosadil a po roce odešel do Notts County, kde si ho po skvělých výkonech vyhlédl prvoligový Fulham, ve kterém zůstal pět let. V roce 2003 odešel za 4,9 milionu liber do Liverpoolu, se kterým vyhrál i Ligu mistrů. 23. července 2007 s Liverpoolem prodloužil kontrakt o tři roky. Už ale v létě 2008 přestoupil do španělského klubu z Barcelony RCD Espanyol, kde se neprosadil a za celou sezónu nasbíral jen 4 ligové starty. Po roce ve Španělsku se vrátil do Anglie a jako volný hráč podepsal smlouvu s Portsmouthem.

## Reprezentační kariéra
Za Irsko nastupoval Finnan v letech 2000 až 2008. Ačkoli velkou část života prožil v Anglii, je pyšný na to, že je Irem a často o tom mluví i v rozhovorech. Největšího úspěchu s reprezentací se dočkal v roce 2002, kdy se s národním týmem podíval na Mistrovství světa 2002 do Japonska a Jižní Korey, kde postoupili do osmifinále.

## Osobní život
V dubnu 2005 byl Finnan zatčen. Obvinilo ho za nebezpečnou jízdu, při které údajně srazil důchodce, který svým zraněním podlehl a ujel. Případ byl ale odložen pro nedostatek důkazů.[zdroj?]